# Tahirah Sharif
Tahirah Sharif, född 27 juli 1985 i Lambeth, London är en brittisk skådespelare.
Sharif har bland annat medverkat i TV-serierna The Tower och A Town Called Malice. Hon har även medverkat i filmen Escape the Field.

## Filmografi (i urval)
- 2021–2023 – The Tower (TV-serie)
- 2022 – Escape the Field
- 2023 – A Town Called Malice (TV-serie)